# Ocotea madagascariensis
Ocotea madagascariensis är en lagerväxtart som först beskrevs av Carl Daniel Friedrich Meisner, och fick sitt nu gällande namn av Palacky. Ocotea madagascariensis ingår i släktet Ocotea och familjen lagerväxter. Inga underarter finns listade i Catalogue of Life.